# Psycho Armor Govarian
Psycho Armor Govarian (яп. サイコアーマー ゴーバリアン Сайко ама Гобариан) — японский аниме-сериал, автором сценария которого является Го Нагай, выпущен студией Knack Productions. Транслировался по телеканалу TV Tokyo с 6 июля по 28 декабря 1983 года. Также сериал транслировался в южной Корее в 1988 году по телеканалу MBC под названием 사이코아머 고바리안 или 싸이코 아머 고바리안. Сериал сочетает в себе элементы из произведений: Genma Taisen, Mazinger и Gundam. Всего выпущено 26 серий аниме. Сериал выпускался в течение 80-х годов в VHS-кассетах шестью выпусками. 25 марта 2006 года японская компания BM3 выпустила DVD-издание. После выхода сериала компанией Poem была выпущена серия роботов, также известно, что в Южной Корее были распространены подделки роботов.

## Сюжет
Гарадайнцы исчерпали все ресурсы на родной планете и организовали многочисленные космические экспедиции, чтобы найти новый пригодный мир. Их выбор падает на Землю, однако основным препятствием для заполучения планеты является человечество, которое инопланетяне намерены ликвидировать. Один из подданных-учёных тем не менее категорически против насилия и восстал против власти, бежав на Землю. Там он выискивает молодых людей, обладающих способностью к «психогенезу», с помощью которого можно создавать твёрдые вещества из ментальной энергии. Главный герой в новой команде — парень-японец по имени Исаму, который потерял родителей ещё после первой атаки Дарадайнов на Землю. Он управляет супер-роботом, чтобы сражаться против инопланетных агрессоров, и с помощью психогенеза может восстанавливать робота.

## Роли озвучивали
- Ёсикадзу Хирано — Исаму Напото
- Тосия Уэда — Император Гладайн
- Гара Такасима — Саори
- Кэню Хориути — Ганс Шульц
- Наоки Тацута — Курт Бастер
- Кадзуя Татэкабэ — Жак Альба
- Масако Миура — Атика Лиза
- Хиротака Судзуоки — Домсон
- Кадзухико Иноэ — Кристо
- Санаэ Миюки — Лайла
- Руна Акияма — Пике

## Манга
Вместе с аниме-сериалом издательством Shogakukan и автором Асахи Сонорамой были выпущены манги. Также Тацуя Ясуда выпустил свою версию манги, которая публиковалась в детском журнале Yoiko с августа 1983 года по февраль 1984 года.

## Музыка
В 1983 году лейблом King Records были выпущены 4 грампластинки. Первая пластинка под названием Psycho Armor Govarian — Lonely Journey содержит открытие и концовку к аниме, которые исполняет группа Neverland. Вторая пластинка Psycho Armor Govarian — It’s LOV содержит 2 музыкальные темы It’s LOVE и Yuhi no Omoi, которые также исполняет Neverland. Лирику к музыке исполняла Томоаки Така, композитор — Сюндзи Иноэ, за монтаж отвечала Тацуми Яно. Последние 2 пластинки имеют формат LP и включают в себя остальную фоновую музыку, которая исполнялась в аниме, а также начало и концовки.

## Связь с сериалом Mazinger
Голова главного меха-робота выглядит так же, как и у роботов из Mazinger Z и Great Mazinger. В южной Корее сериал представлен как часть франшизы Mazinger наряду с Groizer X, хотя в реальности сюжетная линия в аниме не имеет ничего общего с Mazinger.